# Titularbistum Gardar
Gardar ist ein 1996 eingerichtetes Titularbistum der römisch-katholischen Kirche. 

Es geht zurück auf den mittelalterlichen Bischofssitz in Garðar (heute Igaliku), das sich auf Grönland befindet. Das Bistum Garðar der Kirchenprovinz Lund wurde vermutlich 1112 errichtet. Der vermutlich letzte dort residierende Bischof starb 1378. Anschließend wurden noch bis ins 16. Jahrhundert Titularbischöfe ernannt. 
| Titularbischöfe von Gardar |                      |                                  |                 |                  |
| Nr.                        | Name                 | Amt                              | von             | bis              |
| 1                          | Edward William Clark | Weihbischof in Los Angeles (USA) | 16. Januar 2001 | 15. Februar 2022 |